# Maquiavelismo (psicologia)

O maquiavelismo é um dos traços do modelo da tríade sombria, juntamente com a psicopatia e o narcisismo

Na área da psicologia da personalidade, maquiavelismo (às vezes abreviado como MACH) é o nome de um construto de traço de personalidade caracterizado pela manipulação interpessoal, indiferença à moralidade, falta de empatia e um foco calculado no interesse próprio. Os psicólogos Richard Christie e Florence L. Geis criaram o construto e o denominaram em referência a Niccolò Machiavelli, pois utilizaram enunciados truncados e editados, semelhantes ao seu estilo de escrita, para estudar variações nos comportamentos humanos. A relação do construto com o próprio pensador é exclusivamente nominal.
O teste Mach IV, uma pesquisa de personalidade de 20 questões baseada na escala Likert de teste de personalidade, tornou-se a ferramenta padrão de autoavaliação e a escala do construto do maquiavelismo. Aqueles que pontuam alto na escala (Altos Machs) têm maior probabilidade de apresentar elevados níveis de manipulatividade, dissimulação e um temperamento cínico, sem emoção.
É um dos traços da tríade sombria, juntamente com as versões subclínicas de narcisismo e psicopatia.

## Origem do construto

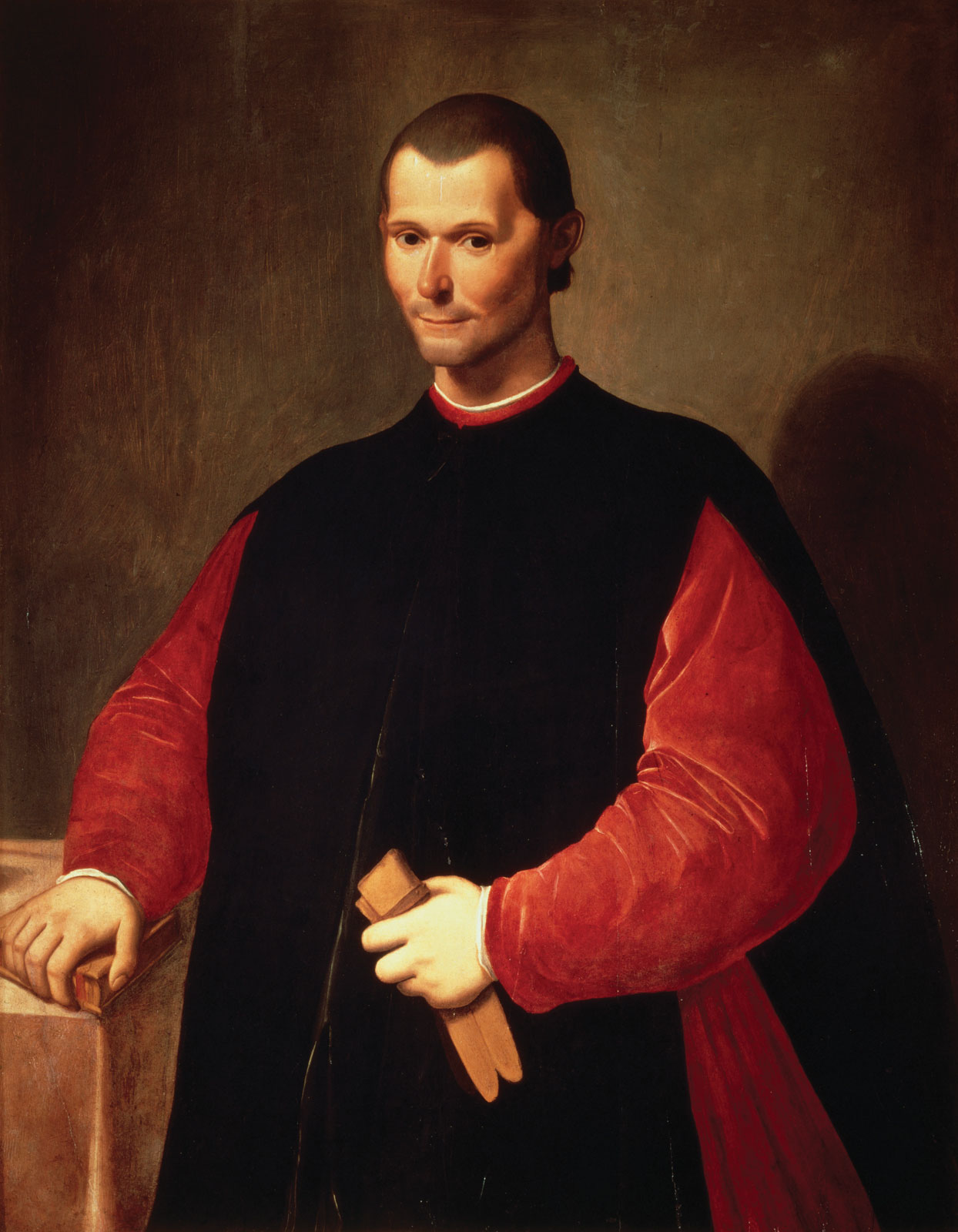
Richard Christie baseou livremente alguns itens de seu teste psicométrico no estilo de prosa de Maquiavel

### Adaptando Maquiavel para o uso psicométrico
Em 1955, o psicólogo Richard Christie iniciou um estudo sobre os processos de pensamento e as ações daqueles que manipulam os outros, como ideólogos políticos e extremistas religiosos. Ele constatou que havia muita literatura sobre aqueles que seguiam organizações e movimentos, mas muito pouca sobre aqueles que os lideravam. Assim, começou a conceituar quais qualidades um potencial manipulador possuiria, como a falta de empatia e afeto e a indiferença aos padrões morais. Então, enquanto desenvolvia um instrumento psicométrico para a manipulação interpessoal, lembrou-se do encontro com os escritos de Maquiavel durante a graduação e quis adaptá-los para sua pesquisa.
Na década de 1960, Christie e seus colegas desenvolveram um teste utilizando uma seleção de enunciados, incluindo frases truncadas e editadas que consideravam semelhantes ao estilo de escrita geral encontrado nas obras de Maquiavel – tais como O Príncipe e Os Discursos sobre Tito Lívio – como itens de teste, denominando o construto de "maquiavelismo" em sua homenagem.
Eles queriam avaliar se aqueles que concordavam com os enunciados se comportariam de forma diferente daqueles que discordavam, especificamente em relação a ações manipuladoras. Christie e sua parceira de pesquisa, Florence L. Geis, publicaram seus resultados no livro intitulado "Estudos sobre maquiavelismo", em 1970.
Christie minimizou a dificuldade de adaptar os escritos de Maquiavel para um teste não político, brincando que seus conselhos eram "mais adequados para príncipes renascentistas" do que para estudantes universitários. Ele usou uma linguagem mais coloquial e cotidiana ao criar os itens da escala. Assim, os itens do teste utilizados eram "teoricamente congruentes com" ou vagamente semelhantes ao estilo de Maquiavel, em vez de serem declarações literais e diretas de suas obras.

### Sobre o nome da escala
Embora o construto seja denominado "maquiavelismo", ele não se refere à teoria política defendida nos livros de Maquiavel (também chamado de maquiavelismo).
Como os dois conceitos compartilham o mesmo nome, eles podem ser confundidos e misturados entre si, embora as ideias políticas de Maquiavel não sejam relevantes para a psicologia.
Pesquisadores afirmam que a variável não tem relação com Maquiavel além de portar seu nome e que nada tem a ver com a política do autor.
Christie deixa claro que usou frases inspiradas nas obras de Maquiavel apenas como uma espécie de teste de crivo para estudar comportamentos enganosos e manipuladores, e que sua preocupação não era com a influência histórica ou política de Maquiavel, afirmando especificamente que:

Os historiadores não concordam se Maquiavel foi um cínico que escreveu sátira política, um patriota ou o primeiro cientista político moderno. A preocupação atual não é com Maquiavel como figura histórica, mas como fonte de ideias sobre aqueles que manipulam os outros.

Christie afirmou que escolheu o nome "maquiavelismo" por conveniência, visto que outros nomes como "escala M" (M de manipulação) e "escala Ma" (utilizada pelo Inventário Multifásico de Personalidade de Minnesota para hipomania) já estavam em uso. Outros nomes considerados foram a escala "manipulador" ou "operador", mas esses termos apresentavam problemas quanto à validade comportamental. Ele também admite que, ao usar o nome "maquiavelismo", a escala "criaria problemas de mal-entendido público" devido ao significado político preexistente do termo.
Em um ensaio posterior, Christie até afirma que alguns consideraram o nome problemático e que "o uso da palavra maquiavelismo para descrever o conteúdo das escalas foi questionado".

### MACH-IV
O teste MACH IV de Christie e Geis, uma pesquisa de personalidade de 20 questões baseada na escala Likert, tornou-se a ferramenta padrão de autoavaliação para medir o nível de maquiavelismo.
Aqueles que pontuam alto na escala são classificados como Altos Machs, enquanto os que pontuam baixo são classificados como Baixos Machs.
O termo "machiavelliano" também é usado, mas possui um uso muito mais técnico neste contexto, referindo-se principalmente a esta escala e aos indivíduos com pontuações elevadas nela.
Utilizando sua escala, Christie e Geis conduziram múltiplos testes experimentais que demonstraram que as estratégias interpessoais e os comportamentos dos "Altos Machs" e dos "Baixos Machs" diferem.
Pessoas com pontuações elevadas na escala tendem a endossar enunciados manipuladores e a agir de acordo, ao contrário daquelas que pontuam baixo.
Indivíduos com pontuações elevadas tendem a endossar enunciados como, "Nunca conte a ninguém a verdadeira razão pela qual você fez algo, a menos que seja útil fazê-lo," (N.º 1), mas não enunciados como, "A maioria das pessoas é basicamente boa e gentil" (N.º 4), "Não há desculpa para mentir para alguém" (N.º 7) ou "A maioria das pessoas que progridem no mundo leva uma vida limpa e moral" (N.º 11).
Seus resultados básicos foram amplamente replicados.
Medidos na escala Mach IV, os homens, em média, pontuam ligeiramente mais alto em maquiavelismo do que as mulheres.
O teste Mach IV influenciou a criação de uma avaliação chamada "A Duodécima Suja", que contém 12 itens, e da "Tríade Sombria Curta", composta por 27 itens.
O MACH-IV (e outros testes de maquiavelismo) também incluem questões vagamente inspiradas por outros pensadores, como autores políticos chineses, e não apenas Maquiavel.
maquiavelismo: Alto vs Baixo
Como todos os traços de personalidade, o maquiavelismo é uma característica que existe em um espectro ou contínuo.
Christie e outros observaram que os Altos Machs tinham maior probabilidade de trapacear em jogos experimentais, manipular os que os cercam e apresentar comportamentos geralmente distantes em suas interações. Isso contrastava com o comportamento dos Baixos Machs, que consideravam tais atitudes imorais e se abstinham delas.
Quanto mais alto for o índice de uma pessoa na escala de maquiavelismo, maior a probabilidade de ela enganar e explorar às custas de outrem, envolver-se em comportamentos sem princípios e apresentar falta de empatia.

## Características centrais
No desenvolvimento do construto, Christie teorizou que um "manipulador" ou "operador" possuiria as seguintes características:
1. Uma relativa falta de afeto nas relações interpessoais:
Manipuladores não empatizam com suas vítimas. Quanto mais empatia se tem, segundo Christie, menor a probabilidade de manipular alguém para cumprir seus desígnios.
2. Uma falta de preocupação com a moralidade convencional:
Christie afirma que o manipulador não se importa com a moralidade de comportamentos como mentir e trapacear.
3. Ausência de psicopatologia grave:
Christie aponta que os manipuladores geralmente adotam uma visão instrumentalista do mundo, o que evidencia a ausência de psicose ou de outros prejuízos mentais.
4. Baixo compromisso ideológico:
Manipuladores preferem concentrar-se em realizar tarefas de forma pragmática em vez de se fixarem em alianças ideológicas. Christie ressalta que, embora possam ser encontrados em organizações com ideais diversos, eles tendem a se interessar mais por táticas que alcancem fins individuais do que por abordagens idealistas inflexíveis.

### Modelo dos Cinco Fatores
De acordo com o recentemente concebido Modelo dos Cinco Fatores do maquiavelismo, três características fundamentais sustentam o construto:
- Antagonismo: manipulatividade, cinismo, egoísmo, insensibilidade e arrogância.
- Planejamento: deliberação e organização.
- Agência: busca por conquistas, assertividade, autoconfiança, invulnerabilidade emocional, atividade e competência.

## Causas

### Genética e criação
Vários estudos de Genética comportamental demonstraram que o maquiavelismo possui influências significativas tanto genéticas quanto ambientais.
Pesquisadores observaram que, embora o maquiavelismo seja hereditário em grau substancial, ele também pode ser influenciado pelo ambiente compartilhado (isto é, grupos de irmãos) um pouco mais do que o narcisismo e a psicopatia.
Outros traços associados ao maquiavelismo também são influenciados pela genética; um estudo observa que "a coocorrência de alexitimia e maquiavelismo foi fortemente influenciada por fatores genéticos e, em menor, porém significativa, extensão por fatores ambientais não compartilhados."
O maquiavelismo está também fortemente correlacionado com a psicopatia primária, que é ela própria altamente hereditária.
Um estudo sobre o "núcleo" dos traços da tríade sombria enfatizou que os traços residuais do maquiavelismo apresentavam "componentes genéticos significativos".
A relação entre o maquiavelismo e a resistência mental também é moderada por fatores ambientais e por uma base genética.
Um estudo em particular encontrou que um gene responsável pela recepção de dopamina estava positivamente associado a indivíduos que obtiveram pontuações altas no MACH IV, embora não se saiba quais mecanismos específicos causam esse efeito.
Um estudo apontou que a componente emocional do maquiavelismo pode ser determinada geneticamente, afirmando que "pode-se esperar que, no caso do maquiavelismo, a influência genética se manifeste afetando a esfera emocional. Essa insensibilidade afetiva – como McIlwain (2003) a designa – torna os maquiavélicos semelhantes aos psicopatas. No estudo de Vernon et al. (2008), os fatores genéticos para maquiavelismo e psicopatia foram correlacionados, o que sugere que a variabilidade de ambas as qualidades é amplamente afetada pelos mesmos genes. O 'síndrome frio' determinado geneticamente facilita que a criança use uma manipulação eficaz, levando ao desenvolvimento de uma estratégia comportamental permanente, ao mesmo tempo em que a protege de punições internas, como vergonha ou culpa."
Estudos identificaram uma ligação entre o maquiavelismo e uma resposta atenuada de cortisol ao acordar (CAR).
A resposta de cortisol ao acordar está associada à falta de empatia afetiva e é altamente hereditária.
Causas ambientais
As causas ambientais (tais como o ambiente compartilhado e o não compartilhado) que contribuem para o desenvolvimento do maquiavelismo foram os maus-tratos e a negligência na infância, o reforço social de comportamentos manipulativos desde cedo e o funcionamento familiar deficiente.
Em muitos estudos, o maquiavelismo foi fortemente correlacionado com atmosferas familiares negativas, solidão e experiências parentais adversas. Um estudo observou que a punição especificamente levou ao "surgimento de táticas interpessoais enganosas e exploratórias". Os autores concluíram que esses resultados "podem dar suporte adicional à ideia de que os traços de personalidade maquiavélica são possíveis respostas estratégicas às adversidades da infância".
Outro estudo encontrou os traços do maquiavelismo como resposta a esquemas maladaptativos precoces (EMS), mecanismos de enfrentamento para a privação emocional, desconfiança, abuso e rejeição dos cuidadores.
Cuidados parentais irregulares, como uma mãe negligente e um pai superprotetor, também foram correlacionados com o maquiavelismo.
A influência hereditária sobre o maquiavelismo pode dificultar a distinção entre os fundamentos genéticos e os efeitos da criação e dos fatores ambientais.
Outro estudo afirmou que é difícil separar as contribuições genéticas dos ambientes parentais, e que "pais negativos podem ter altos traços maquiavélicos e, portanto, a transmissão pode ser genética em vez de experiencial".
Em geral, Jones (2020) afirma que "pode haver uma miríade de razões, incluindo algumas ambientais, pelas quais alguém se torna cínico, ignora habitualmente a moralidade ou utiliza persuasão manipuladora. Pode haver outros que nascem cínicos, manipuladores e amorais. Assim, pode haver diferenças na etiologia que levam a diferenças na fixidez do traço e em sua expressão".

### Maquiavelismo em crianças
Desde a criação do constructo na década de 1960, houve extensa pesquisa sobre o maquiavelismo em crianças pequenas e adolescentes, por meio de uma medida denominada teste "Kiddie Mach".
O primeiro estudo foi realizado em 1966 como parte da dissertação de doutorado de Dorothea Braginsky, com sujeitos a partir dos 10 anos de idade.
Estudos demonstraram que traços de maquiavelismo e de outros traços da tríade sombria já estavam presentes em crianças em idade pré-escolar, e eram mais pronunciados em adolescentes de 11 a 17 anos.
Houve estudos para medir o maquiavelismo em crianças de 6 anos, utilizando informantes adultos para analisar o comportamento infantil.
Comportamentos enganosos por crianças, mesmo a partir dos 3 anos, também foram amplamente investigados.
Relatos de pares sugerem que crianças com altos níveis de maquiavelismo exibem comportamentos como utilizar estratégias tanto pró-sociais quanto coercitivas, conforme o ganho potencial em uma situação, e tendem a manipular de forma indireta.
Crianças que obtêm pontuações altas na escala de maquiavelismo tendem a ser mais bem-sucedidas na manipulação, praticá-la com maior frequência e serem julgadas como melhores manipuladoras do que aquelas com pontuações mais baixas.
Os níveis parentais de maquiavelismo parecem exercer um leve efeito sobre o nível dos filhos. Os níveis de maquiavelismo dos pais foram positivamente correlacionados com os níveis de maquiavelismo dos filhos, mas o nível da mãe não teve efeito significativo. Um estudo concluiu que "o maquiavelismo parental é um preditor e talvez uma causa das crenças maquiavélicas das crianças e do seu sucesso em manipulação".
O maquiavelismo também está correlacionado com a agressividade infantil, especialmente no controle das hierarquias sociais.
Um estudo encontrou uma tendência de aumento do maquiavelismo do final da infância até a adolescência, quando se acredita que os níveis atingem o pico. Da adolescência até a idade adulta, há uma tendência descendente significativa e constante nos níveis de maquiavelismo, atingindo um mínimo geral aos 65 anos.
Avaliações de pares de crianças com altos níveis de maquiavelismo são inconsistentes; alguns pesquisadores relatam que jovens com altos traços maquiavélicos são vistos como populares, enquanto outros afirmam que são menos apreciados pelos pares.
Um estudo com crianças gregas de 8 a 12 anos observou que as crianças com maiores níveis de maquiavelismo apresentaram tendências agressivas e foram mais propensas a intimidar os outros, embora as táticas variem conforme o gênero.

## Tríade Sombria
Em 1998, John McHoskey, William Worzel e Christopher Szyarto propuseram que o narcisismo, o maquiavelismo e a psicopatia são, mais ou menos, intercambiáveis em amostras normais.
Delroy L. Paulhus e McHoskey debateram essas perspectivas em uma conferência da American Psychological Association, inspirando um conjunto de pesquisas que continua a crescer na literatura publicada. Delroy Paulhus e Kevin Williams identificaram diferenças suficientes entre os traços para sugerir que estes eram distintos, apesar das semelhanças, conceituando assim a "tríade" de traços de personalidade ofensivos.
Houve pesquisas sobre o maquiavelismo utilizando várias medidas da tríade sombria, incluindo o Short Dark Triad (SD3) e o teste Dark Triad Dirty Dozen.
Miller, Lynam e Sharpe (2022) afirmam que a natureza multidimensional do maquiavelismo "recebeu menos atenção" porque há "pouca pesquisa sobre o maquiavelismo fora do contexto do D3".

### Psicopatia
Muitos psicólogos consideram o maquiavelismo essencialmente indistinguível da psicopatia, pois ambos compartilham tendências manipuladoras, desconsideração pela moralidade e frieza insensível como atributos primários.
Há um intenso e contínuo debate entre os pesquisadores quanto a tratar o maquiavelismo e a psicopatia como o mesmo constructo ou, ao menos, considerar o maquiavelismo como um subconjunto da psicopatia.
Quando testados, indivíduos com altos níveis de maquiavelismo obtiveram pontuações consistentemente elevadas em medidas de psicopatia, em comparação aos de baixos níveis de maquiavelismo. Psicopatas primários também pontuaram mais alto na escala de maquiavelismo do que os psicopatas secundários.
De acordo com John McHoskey, o teste MACH-IV é meramente "uma medida global de psicopatia em populações não institucionalizadas", resultado da desconexão entre a psicologia clínica e a da personalidade.
Muitos afirmam que a escala de maquiavelismo mede nada mais do que a psicopatia "bem-sucedida", isto é, psicopatia sem características clínicas extremas.
Mesmo em comparação com outros traços "sombrios", pesquisas demonstraram que a psicopatia se correlaciona com o maquiavelismo muito mais do que com o narcisismo. 
Alguns autores afirmaram que o maquiavelismo e a psicopatia representam o problema da falácia do jingle-jangle, pois embora tenham nomes diferentes, descrevem o mesmo conceito.
Um artigo recente, publicado em 2022, afirmou que o maquiavelismo "é teoricamente distinto da psicopatia, mas empiricamente são quase indistinguíveis".
Beverly Fehr chegou a sugerir que os psicopatas podem ser simplesmente "indivíduos com altos níveis de maquiavelismo que se depararam com a lei".
Robert D. Hare, autor do Psychopathy Checklist, afirmou que o maquiavelismo está mais relacionado ao Fator 1 (desapego afetivo) do PCL do que ao Fator 2 (estilo de vida antissocial).
De acordo com Christopher Patrick, pontuações elevadas no Psychopathy Checklist correlacionaram-se com níveis muito mais altos de maquiavelismo, bem como com maiores pontuações em audácia e agressividade.
Pesquisadores observam que o maquiavelismo está bem representado em todas as medidas de psicopatia, como nas características do Fator 1 da lista de verificação de psicopatia, especialmente traços como "engana/manipula", "mentira patológica", "insensibilidade/falta de empatia" e "fluidez/simplicidade superficial".
Donald Lynam e outros notaram que o maquiavelismo também está representado no fator "Manipulação Interpessoal" da Escala de Autorreporte de Psicopatia-III de Hare e na escala "Manipulação" da Elemental Psychopathy Assessment. Os pesquisadores afirmam que "em última análise, as medidas de psicopatia e MACH parecem mensurar o mesmo constructo, e as avaliações MACH não conseguem captar o constructo conforme descrito teoricamente".
Michael Levenson, autor da Levenson Self-Report Psychopathy Scale, discordou da ideia de distinguir o maquiavelismo da psicopatia, afirmando que isso "não condiz" com pesquisas empíricas que mostram forte relação do maquiavelismo com a psicopatia primária.
O maquiavelismo apresenta forte relação com a psicopatia primária e secundária no teste de autorrelato de Levenson.
Em experimentos, indivíduos com altos níveis de maquiavelismo também pontuaram alto na subescala de Desvio Psicopático do MMPI.
No Psychopathic Personality Inventory, criado por Scott Lilienfeld e Brian Andrews, há inclusive uma subescala denominada "Egocentricidade Maquiavélica".
Diz-se que a subescala avalia uma "disposição impiedosa e egocêntrica para explorar os outros".
O maquiavelismo e a psicopatia têm sido ambos negativamente correlacionados com o reconhecimento de emoções faciais, com um estudo afirmando que "se a habilidade de reconhecer expressões faciais for exclusivamente uma tarefa de empatia afetiva, isso de fato explica os déficits de reconhecimento facial encontrados na psicopatia primária e no maquiavelismo."
Pontuações elevadas no questionário Triarchic Psychopathy Measure correlacionaram-se fortemente com o maquiavelismo.
Um grupo de pesquisadores observou que, por definição, "as características interpessoais da psicopatia envolvem um estilo calculista, astuto e manipulador"; assim, uma pessoa altamente psicopata é ipso facto também uma pessoa com altos níveis de maquiavelismo.
O maquiavelismo e a psicopatia se sobrepõem de forma tão intensa que alguns pesquisadores propuseram a fusão dos dois traços, preferencialmente incorporando o maquiavelismo à psicopatia.
Houve tentativas de combinar o maquiavelismo e a psicopatia em um único constructo, como a criação de uma "Díade Sombria", em oposição à "Tríade Sombria", excluindo o narcisismo.
Um estudo recente com psicopatas criminosos observou que o maquiavelismo apresentou a associação mais forte com o aspecto afetivo da psicopatia.

#### Diferença entre os constructos: Controle de impulsos
Muitos outros psicólogos afirmam que, embora o maquiavelismo e a psicopatia se sobreponham significativamente, há evidências de que são constructos de personalidade distintos.
Psicólogos que enfatizam as diferenças entre o maquiavelismo e a psicopatia afirmam que, em contraste com indivíduos de altos níveis de maquiavelismo, os psicopatas são impulsivos, tendem à imprudência e carecem de habilidades de planejamento a longo prazo.
Delroy Paulhus e outros afirmaram que essa diferença entre os dois traços é frequentemente subestimada.
Pesquisadores também observam que indivíduos com altos níveis de maquiavelismo conseguem adiar a gratificação e apresentam maior sensibilidade à punição e consciência das consequências do que os psicopatas.
Embora ambos os traços tenham uma base hereditária, o maquiavelismo é mais influenciado pelo ambiente do que a psicopatia.
Indivíduos com altos níveis de maquiavelismo foram descritos como "mestres manipuladores" e muito melhores na arte da manipulação do que psicopatas e narcisistas.
0: Daniel Jones observa que, embora tanto os psicopatas quanto os indivíduos com altos níveis de maquiavelismo compartilhem uma natureza manipuladora e insensível, a diferença entre maquiavelismo e psicopatia reside no tipo de manipulação empregado por cada construto. O maquiavelismo é marcado por um planejamento calculado e pela manipulação apenas quando há algo a ser ganho, enquanto a psicopatia é caracterizada pela impulsividade e pela manipulação independentemente da situação.
O'Boyle e outros, entretanto, constataram que a ideia de que o maquiavelismo é marcado pela cautela não corresponde à pesquisa empírica, a qual mostra que ele pode estar correlacionado com comportamentos imprudentes em certas situações.

### Narcisismo
Indivíduos com altos níveis de maquiavelismo e narcisismo manipulam para melhorar suas reputações e a forma como são vistos pelos outros. Esses indivíduos fazem isso como forma de autoengrandecimento, aumentando as chances de sucesso em situações específicas.
Os escores de maquiavelismo estão positivamente associados a aspectos do narcisismo, como o senso de direito e a exploratividade, e inversamente associados a tendências narcisistas adaptativas, como a autossuficiência. Estudos também indicam que indivíduos com altos níveis de maquiavelismo têm uma visão mais realista sobre si mesmos, enquanto os narcisistas tendem a ser menos realistas quanto à própria personalidade.
Em comparação aos indivíduos com altos níveis de maquiavelismo, os narcisistas são menos malévolos, demonstram uma personalidade socialmente mais positiva e possuem níveis mais elevados de felicidade autoavaliada.
Tanto o maquiavelismo quanto o narcisismo compartilham a falta de empatia e a ênfase no interesse próprio, embora se manifestem de maneira distinta e tenham motivações diferentes. Indivíduos com altos níveis de maquiavelismo tendem a ser movidos por ganhos pessoais, enquanto os narcisistas são impulsionados pela necessidade de validação e admiração.
Diferentemente dos narcisistas, os indivíduos com altos níveis de maquiavelismo tendem a ser mais estratégicos e calculistas em suas interações interpessoais, enquanto os narcisistas podem ser mais impulsivos e em busca de atenção.
No que diz respeito aos relacionamentos sociais, indivíduos com altos níveis de maquiavelismo tendem a explorar os outros, enquanto os narcisistas procuram relações que reforcem sua autoestima e lhes proporcionem a admiração desejada.
Em comparação aos narcisistas subclínicos, indivíduos com altos níveis de maquiavelismo demonstram uma maior falta de empatia, devido às deficiências emocionais inerentes ao maquiavelismo.

### Crimes de colarinho branco
Pesquisas demonstraram que indivíduos com altos níveis de maquiavelismo podem estar mais dispostos a se envolver em crimes de colarinho branco.
O psicólogo Daniel Jones afirmou que "indivíduos com altos níveis de maquiavelismo estão bem preparados para cometer crimes no mundo financeiro, especialmente aqueles que beiram o sistema legal".
Delroy Paulhus afirmou que o maquiavelismo é a principal característica de criminosos de colarinho branco e vigaristas, e não a psicopatia, afirmando que:
Embora seja difícil realizar pesquisas diretas sobre esse tópico, é claro que corretores de ações malévolos, como Bernie Madoff, não se qualificam como psicopatas: são maquiavélicos corporativos que utilizam procedimentos deliberados e estratégicos para explorar os outros. Um verdadeiro psicopata, mesmo em nível subclínico, carece do autocontrole necessário para orquestrar os esquemas de um corretor astuto.
Em um artigo de pesquisa, Daniel Jones e colaboradores afirmaram que uma pessoa com altos níveis de maquiavelismo também pode se interessar por cibercrime, observando que "embora não tenhamos avaliado diretamente crimes, encontramos padrões de infiltração de sistemas que diferiam entre as três características, sendo o maquiavelismo associado à abordagem mais furtiva entre elas." Eles também afirmaram que o maquiavelismo estaria associado ao crime apenas se os "benefícios superassem os riscos". Além disso, esclareceram que isso difere dos indivíduos com altos níveis de psicopatia, que tendem a cometer crimes independentemente da situação.

### Outros agrupamentos "sombrios"
O maquiavelismo tem sido incluído em vários agrupamentos de traços sombrios, como a tetrade sombria, que adiciona o sadismo aos traços da tríade sombria.
As características do maquiavelismo também têm sido consideradas como potencialmente correlacionadas com o sadismo.
O artigo intitulado "The Dark Core of Personality" introduziu um arcabouço teórico para compreender diversos "traços sombrios" na personalidade como manifestações de um único fator subjacente, denominado Fator Sombrio da Personalidade. Esse fator representa uma tendência disposicional geral, na qual os indivíduos priorizam sua própria utilidade (interesse próprio) em detrimento dos outros, muitas vezes justificando suas ações por meio de certas crenças. O conceito de D engloba todos os principais "traços sombrios", com a adição de malícia, egoísmo, desligamento moral, senso de direito e interesse próprio.
Os autores argumentaram que, embora o maquiavelismo, assim como outros traços sombrios como o narcisismo e a psicopatia, possua características únicas, ele também compartilha um núcleo comum com esses traços, encapsulado no fator D. Isso significa que pessoas com altos escores em maquiavelismo tendem a exibir comportamentos que priorizam seu próprio benefício em detrimento dos outros, correlacionando-se com características alinhadas ao fator D.
Afirma-se que a capacidade de manipulação e a insensibilidade são responsáveis pelas covariâncias entre as personalidades sombrias em geral.
A tríade de luz é um modelo de personalidade que contrasta com a tríade sombria, a qual é composta por Kantianismo, fé na humanidade e humanismo. O Kantianismo foi comparado ao maquiavelismo como seu oposto, pois é caracterizado por uma orientação não exploratória. Tanto o Kantianismo quanto o maquiavelismo são traços que fazem referência, de forma irônica, a filósofos. A "Light Triad" e suas características apresentaram uma correlação negativa mais forte com o maquiavelismo.

## DSM: Traço, não transtorno
O maquiavelismo nunca foi considerado um transtorno, nem foi referenciado em qualquer versão do Diagnostic and Statistical Manual of Mental Disorders ou da International Classification of Diseases.
Ele é tratado estritamente como um constructo de personalidade e estudado principalmente por psicólogos da personalidade, por se tratar de um estilo não clínico.

## Relações com outros traços de personalidade
Existe vasta literatura sobre as relações entre o maquiavelismo e outras dimensões da personalidade, como os traços do modelo dos Cinco Grandes.
O maquiavelismo também tem sido relacionado à agressividade interpessoal e ao comportamento hostil.

### Cinco Grandes
Os escores do Mach-IV apresentam correlação negativa com a amabilidade (r = −0.47) e com a conscienciosidade (r = −0.34), duas dimensões do modelo dos Cinco Grandes (NEO-PI-R).
O FFMI corrige essa relação ao incluir aspectos de alta conscienciosidade na escala (por exemplo, ordem, deliberação).
Além disso, o maquiavelismo apresenta correlação mais elevada com a dimensão de honestidade-humildade do modelo HEXACO de seis fatores do que com qualquer uma das dimensões dos Cinco Grandes.
O maquiavelismo também foi localizado dentro do circumplexo interpessoal, que consiste de duas dimensões independentes: agência e comunhão.
"Agência" refere-se à motivação para ter sucesso e para individualizar o self, enquanto "comunhão" diz respeito à motivação para se fundir com os outros e apoiar os interesses do grupo.
O maquiavelismo situa-se no quadrante definido por alta agência e baixa comunhão.
Verificou-se que o maquiavelismo posiciona-se diagonalmente oposto a um construto chamado self-construal, que representa a tendência de preferir a comunhão em detrimento da agência. Isso sugere que pessoas com altos níveis de maquiavelismo não desejam simplesmente alcançar resultados, mas o fazem às custas dos outros (ou, ao menos, sem considerá-los).

### Empatia quente e fria
Existem dois tipos distintos de empatia que as pessoas usam para se relacionar, conhecidos como empatia quente e fria.
A empatia fria (ou empatia cognitiva) refere-se à compreensão de como os outros podem reagir às ações de alguém ou a um determinado evento.
A empatia quente (ou empatia emocional/afetiva) refere-se à reação emocional que os outros podem ter em resposta às emoções de outra pessoa.
O maquiavelismo foi consistentemente correlacionado negativamente com a empatia afetiva em praticamente todos os estudos. 
O maquiavelismo também apresentou correlação negativa com a ressonância afetiva (sentir bem quando os outros se sentem bem) e correlação positiva com a dissonância afetiva (por exemplo, sentir-se feliz quando os outros estão tristes).
Indivíduos com altos níveis de maquiavelismo tendem a ter uma compreensão melhor da empatia fria e não experimentam a empatia quente, o que explica por que parecem frios e insensíveis.
Resultados de pesquisas também sugerem que indivíduos com altos níveis de maquiavelismo apresentam deficiência apenas na empatia afetiva (compartilhamento de emoções), enquanto sua empatia cognitiva permanece intacta, ou até elevada.
Outro estudo sugeriu que indivíduos com altos níveis de maquiavelismo apresentam deficiência em ambos os tipos de empatia.
Estudos também afirmam que indivíduos com altos níveis de maquiavelismo não sentem culpa ou remorso pelas consequências de suas manipulações.
Indivíduos com altos níveis de maquiavelismo são menos propensos a serem altruístas e a se preocuparem com os problemas dos outros.
Também são menos expressivos emocionalmente e têm dificuldade em reconhecer e compreender os estados emocionais dos outros.
Um estudo propôs que indivíduos com altos níveis de maquiavelismo possuem um reconhecimento mais automático (isto é, inconsciente) das emoções negativas dos outros em comparação com aqueles com baixos níveis, e, embora não internalizem esses sentimentos, a compreensão dessas emoções pode auxiliar na manipulação dos demais.
Crianças com escores mais elevados de maquiavelismo demonstraram falta de empatia e comportamentos delinquentes em comparação com aquelas que pontuaram mais baixo, como ausência de culpa, mentiras, trapaças e evasão escolar.
Alguns autores afirmaram que, uma vez que o maquiavelismo é diametralmente oposto à empatia, ele deveria ser incluído nas escalas de empatia como o oposto polar. Os escores totais de maquiavelismo e empatia apresentaram uma correlação significativamente negativa.

### Falta de emoção
Um dos traços primários do maquiavelismo é uma atitude distante, desprovida de emoção e a falta de afeto em relação aos outros.
Christie e Geis observaram que a principal diferença entre indivíduos com altos e baixos níveis de maquiavelismo reside no grau de emoção investido nas relações interpessoais, sendo que os que pontuam alto apresentam o menor nível.
Pesquisas foram realizadas sobre a extensão da baixa emocionalidade daqueles que pontuam alto na escala de maquiavelismo. Doris McIlwain observou que "os maquiavélicos não habitam o campo das emoções da mesma forma que os outros, mas as utilizam para manipular. Eles não experimentam sentimentos, empatia ou moralidade de maneira normativa, mas são manipuladores e enganadores consumados justamente ao explorar esses sentimentos e convicções nos outros. Assim, induzem nos outros a culpa que dificilmente sentem."
Um estudo realizado por Farah Ali e colaboradores constatou que o maquiavelismo apresenta reações emocionais a estímulos semelhantes às da psicopatia primária, diferenciando-se apenas por níveis mais elevados de ansiedade, aos quais indivíduos com altos escores de maquiavelismo podem estar sujeitos.
O maquiavelismo tem uma relação pouco clara com os níveis de ansiedade; alguns pesquisadores encontraram correlações positivas, enquanto outros não constataram relação.
Indivíduos com altos níveis de maquiavelismo demonstram habilidades reduzidas para expressar suas emoções.
Uma análise recente descobriu que, além de agirem predominantemente por interesse próprio e lucro, indivíduos com altos níveis de maquiavelismo utilizam significativamente menos palavras ao se referirem ao envolvimento emocional. Concluíram que "este estudo confirmou descobertas anteriores de que indivíduos com altos níveis de maquiavelismo possuem um caráter frio e racional e uma orientação pró-próprio, e mostrou que sua falta de orientação para o grupo pode explicar sua baixa cooperação em dilemas sociais."
Alexitimia também é considerada uma característica chave que apresenta correlações com o maquiavelismo.
Trata-se da falta de consciência das próprias emoções, bem como das emoções dos outros.
Em testes, indivíduos saudáveis com alexitimia apresentaram escores elevados de maquiavelismo.
Isso não surpreendeu os pesquisadores, visto que a falta de emoção no maquiavelismo apresenta semelhanças com o que os alexitímicos vivenciam.
Um estudo examinou a relação entre alexitimia e a adesão a crenças associadas ao maquiavelismo entre estudantes universitários. Os resultados mostraram uma correlação positiva entre alexitimia e crenças exploratórias, sugerindo que indivíduos com níveis mais elevados de alexitimia são mais propensos a endossar a ideia de que manipular os outros é uma estratégia eficaz.

### Neuroticismo e depressão
Pesquisadores frequentemente debatem as possíveis ligações entre o maquiavelismo e uma disposição neurótica e ansiosa.
Em um estudo realizado pelos psicólogos Hans Eysenck, sua esposa Sybil e John Allsopp, constatou-se que "praticamente não há relação" entre o maquiavelismo e o neuroticismo, ao contrário das relações encontradas entre o maquiavelismo e a Extroversão-Psicoticismo.
Contudo, John McHoskey encontrou ligações entre o maquiavelismo e o neuroticismo, além de outros traços de personalidade popularizados por Eysenck.
Estudos que utilizaram medidas dos Cinco Grandes encontraram, de forma variada, correlações positivas ou nenhuma correlação entre o maquiavelismo e o neuroticismo.
O maquiavelismo apresenta correlações muito pequenas com a depressão, e quanto maior o escore de maquiavelismo, menor o nível de depressão observado.
Um estudo observou que homens deprimidos "eram significativamente menos maquiavélicos do que homens não deprimidos", sugerindo que "a depressão em homens pode ser de natureza mais autoagressiva e autodestrutiva".
Indivíduos com altos níveis de maquiavelismo que também apresentam escores elevados de inteligência emocional demonstram menos sintomas depressivos.

### Motivação
Uma revisão de 1992 descreveu a motivação daqueles com altos escores na escala de maquiavelismo como relacionada ao egoísmo frio e à instrumentabilidade pura, assumindo-se que esses indivíduos perseguem seus objetivos (por exemplo, sexo, realização, sociabilidade) de maneira duplicada. Pesquisas mais recentes indicam que eles dão alta prioridade ao dinheiro, sucesso e competição, e prioridade relativamente baixa à construção comunitária, ao amor-próprio e ao compromisso familiar. Admitiram focar em uma realização sem restrições e em vencer a qualquer custo.
Pesquisas sobre os comportamentos dos indivíduos com altos níveis de maquiavelismo sugerem que estão dispostos a alcançar seus objetivos contornando e infringindo regras, trapaceando e roubando.
Esses indivíduos conseguem alternar facilmente entre colaborar com os outros e se aproveitar deles para atingir suas metas, estando mais dispostos a realizar ações consideradas terríveis ou imorais pelos demais.

### Inteligência e outras habilidades cognitivas
Devido à habilidade de manipulação interpessoal, frequentemente supõe-se que indivíduos com altos níveis de maquiavelismo possuem inteligência superior ou uma melhor capacidade de compreender outras pessoas em situações sociais. Pesquisas recentes fornecem algum suporte a essa ideia.
Outras pesquisas, porém, demonstraram que o maquiavelismo não está relacionado ao IQ.
Paulhus e Williams encontraram "associações significativas da psicopatia e do maquiavelismo com uma proporção relativamente mais alta de QI não-verbal em relação ao verbal".
Estudos sobre inteligência emocional geralmente constataram que altos níveis de maquiavelismo estão associados a baixa inteligência emocional, conforme medido por testes de desempenho e questionários.
Pesquisas também examinaram a relação entre a inteligência emocional traço (EI), o maquiavelismo e o traço de amabilidade. Um artigo revelou que, embora a EI traço e a capacidade de gerenciar as emoções alheias apresentassem correlação negativa com o maquiavelismo, essa relação era mediada pela amabilidade. Especificamente, indivíduos com altos níveis de EI tendiam a apresentar baixos escores de maquiavelismo, principalmente por serem elevados em amabilidade, refletindo uma natureza cooperativa e pró-social.
Um estudo constatou que o maquiavelismo estava negativamente associado à maioria dos aspectos da inteligência socioemocional (ISE), incluindo expressividade social, sensibilidade social, expressividade emocional e sensibilidade emocional, mas não apresentou relação significativa com o controle emocional. O maquiavelismo esteve positivamente associado à manipulação emocional, isto é, à tendência de influenciar estrategicamente as emoções dos outros. Apesar dessa associação, o maquiavelismo não moderou a relação entre nenhum aspecto da ISE e a manipulação emocional. Isso sugere que, embora indivíduos com altos níveis de maquiavelismo tenham propensão para comportamentos emocionalmente manipuladores, eles podem não empregar plenamente suas habilidades socioemocionais para esse fim. Os autores sugerem que isso se deve à perspectiva externamente orientada e desprovida de emoção desses indivíduos.
Tanto a empatia emocional quanto o reconhecimento de emoções apresentaram correlação negativa com o maquiavelismo.
Além disso, pesquisas demonstraram que o maquiavelismo não está relacionado a uma teoria da mente mais avançada, isto é, à capacidade de antecipar o que os outros pensam em situações sociais.
Contudo, alguns resultados sugerem que altos níveis de maquiavelismo podem estar associados a excelentes habilidades de teoria da mente.
No que se refere à manipulação, indivíduos com altos níveis de maquiavelismo podem, segundo Bereczkei, "possuir certas habilidades cognitivas e sociais que lhes permitem adaptar-se adequadamente aos desafios das circunstâncias ambientais".
Eles também são muito perceptivos à presença dos outros e conseguem fingir altruísmo para melhorar sua reputação.
Um estudo recente investigou se o maquiavelismo está associado à produção de "bullshit", definida como informação imprecisa ou sem sentido destinada a impressionar, persuadir ou enganar. Os pesquisadores descobriram que o aspecto manipulador do maquiavelismo (abordagem maquiavélica) estava ligado ao "bullshitting persuasivo", voltado à obtenção de recursos desejados, enquanto o aspecto desconfiado (evitação maquiavélica) estava associado ao "bullshitting evasivo", ou seja, à disseminação de informações vagas para evitar desvantagens. Indivíduos com altos níveis de evitação maquiavélica eram ainda melhores em distinguir informações enganosas de informações valiosas.

### Estudos neurológicos
Há poucos estudos sobre os correlatos neurais do maquiavelismo. Pesquisas demonstraram que o maquiavelismo está correlacionado com alterações na matéria cinzenta em áreas como os gânglios basais, o córtex pré-frontal esquerdo (e bilateralmente na ínsula) e no hipocampo direito, bem como no giro parahipocampal esquerdo.
O pesquisador Tamas Bereczkei afirmou que a habilidade de manipulação em indivíduos com altos níveis de maquiavelismo está associada a correlatos neurais responsáveis pela tomada de decisão.
Ele também observou que os comportamentos associados ao maquiavelismo precisam "recrutar mais recursos neurais do que um comportamento honesto, especialmente quando os manipuladores enfrentam um parceiro cooperativo como potencial vítima. Os maquiavélicos precisam inibir a norma da reciprocidade e, adicionalmente, gerar uma resposta oposta."
O maquiavelismo também foi associado a lesões no córtex pré-frontal dorsolateral esquerdo.
A disfunção frontal também foi associada ao maquiavelismo.
Daniel Jones concluiu que indivíduos com altos escores de maquiavelismo possuem a "estrutura neurológica de um manipulador estratégico".
A ativação da rede positiva para tarefas (TPN) e da rede em modo padrão (DMN) também foi associada à falta de empatia genuína, e observada no maquiavelismo.
Um estudo recente associou o volume regional de matéria cinzenta no giro frontal superior esquerdo tanto ao maquiavelismo quanto à agressão social, definida como "comportamento antissocial intencional direcionado a prejudicar a reputação social ou os relacionamentos interpessoais dos outros por meio de táticas manipulativas".

## Relações sociais
Os efeitos que o nível de maquiavelismo de uma pessoa tem sobre sua socialização e suas relações, como amizades e relacionamentos românticos, têm sido amplamente estudados. Indivíduos com altos níveis de maquiavelismo tendem a se ingratiar em grupos sociais por meio de elogios e da adequação de suas opiniões às dos demais.
Pessoas com altos níveis de maquiavelismo tendem a escolher amigos de melhor qualidade, pois conseguem identificar com mais facilidade quem é uma boa pessoa e, por isso, mais suscetível à manipulação.
O maquiavelismo também foi correlacionado com retraimento e evasão em relacionamentos românticos.
Indivíduos com níveis elevados de todos os traços da tríade sombria acham fácil terminar relacionamentos e tendem a preferir relacionamentos de curto prazo em vez de relacionamentos de longo prazo.
Estudos realizados sobre Cortejo mostraram que mulheres com níveis mais elevados de maquiavelismo tendem a sair em encontros não por motivos sexuais, mas para obter comida grátis, fenômeno conhecido como "convite para uma refeição gratuita".
Por conta da falta de empatia e afeto em relação aos outros, que é uma das características principais do maquiavelismo, indivíduos com altos níveis desse traço tendem a agir de forma utilitária e egoísta, preferem relacionamentos emocionalmente distantes e não se preocupam com as necessidades do outro.
Pessoas com altos níveis de maquiavelismo relatam menor satisfação nos relacionamentos do que aquelas com pontuação mais baixa.
Embora haja pesquisas sobre o potencial de "atratividade" dos traços da tríade sombria, entre todos esses traços o maquiavelismo foi o menos atrativo para o sexo oposto.
Um dos estudos concluiu que "O terceiro traço da tríade sombria, o maquiavelismo, foi significativamente negativamente associado a ser escolhido e ao apelo como parceiro em relacionamentos de curto prazo (STR) em mulheres." Outro estudo afirmou que isso ocorre porque indivíduos com altos níveis de maquiavelismo tendem a ser muito menos extrovertidos do que narcisistas e psicopatas, e que "é possível que as pessoas não gostem de indivíduos cínicos, manipuladores, agressivos, desprovidos de remorso e dúplices, como os maquiavélicos e psicopatas".
Assim como os outros traços da tríade sombria, indivíduos com altos níveis de maquiavelismo têm sido relatados como mais dispostos a trolar ou flamejar outros na internet; contudo, um estudo de 2021 não encontrou uma conexão particularmente forte entre trolagem e traços de personalidade sombria.
O maquiavelismo também foi correlacionado com uma crença acima da média em teorias da conspiração.
Devido à ênfase na hierarquia, indivíduos com altas pontuações em maquiavelismo também foram encontrados com níveis mais elevados de preconceito e escores maiores em orientação à dominância social.

### Diferenças de gênero
Pesquisas têm mostrado consistentemente que os homens obtêm pontuações mais altas que as mulheres em maquiavelismo. Há evidências que sugerem que o maquiavelismo se manifesta de forma diferente em ambos os sexos, com os homens sendo mais oportunistas, autoconfiantes e dispostos a correr riscos, enquanto as mulheres com altos níveis de maquiavelismo tendem a ser mais evitativas e apresentar traços de ansiedade. Enquanto apenas a psicopatia foi um indicador de infidelidade futura entre os homens, tanto a psicopatia quanto o maquiavelismo foram preditores entre as mulheres.
Os resultados de um estudo indicaram que homens, mas não mulheres, com altos níveis de maquiavelismo eram não impulsivos e planejados, o que sugere que a aparente impulsividade do maquiavelismo pode ser uma questão de gênero.
Peter Jonason sugeriu que a razão pela qual os homens apresentam pontuações muito mais altas que as mulheres nos traços da tríade sombria é que eles necessitam de menos conexão emocional para progredir na vida.

### Estudos transculturais
Diversos estudos foram realizados sobre como o maquiavelismo se manifesta em pessoas de diferentes países e culturas. Vários estudos constataram que, em quase todos os países, os homens apresentam pontuações mais altas que as mulheres em maquiavelismo, e que as diferenças de gênero são notáveis.
As populações de muitos outros países diferiram de suas contrapartes ocidentais quanto aos níveis globais dos traços da tríade sombria, o que, segundo os autores de um estudo, se deve a fatores sociopolíticos e ao grau de engajamento econômico.
Em outro estudo transcultural, o maquiavelismo também apresentou associações com valores interativos ou normativos limitados.
Um estudo investigou a relação entre o reconhecimento de emoções e os traços de personalidade sombria (incluindo o maquiavelismo) em diferentes culturas. Os efeitos variaram conforme o gênero e a cultura. Tanto entre homens quanto entre mulheres alemães, o maquiavelismo mostrou associações positivas marcadas com táticas emocionalmente manipuladoras.
Alguns estudiosos apontaram um problema em muitos estudos transculturais sobre maquiavelismo, principalmente que "os pesquisadores utilizaram medidas de maquiavelismo (Mach IV) derivadas de conceitos ocidentais e que podem não ter significados semelhantes quando aplicadas a grupos não ocidentais".

### Agressividade e comportamento antissocial
O maquiavelismo tem pouca associação com a manifestação explícita de agressividade. Indivíduos com altos níveis de maquiavelismo tendem a ser mais agressivos com parceiros de curto prazo do que com parceiros de longo prazo. Embora o maquiavelismo esteja associado à hostilidade, indivíduos com altos níveis desse traço podem dissimular essa hostilidade dependendo da tática de manipulação utilizada.
O maquiavelismo também está associado à modulação da agressividade em benefício de objetivos de longo prazo, envolvendo-se em comportamentos antissociais apenas quando os riscos são baixos e há benefícios, ao contrário da psicopatia e do narcisismo.
Em um estudo de Delroy Paulhus e Daniel Jones, observou-se que indivíduos com altos níveis de maquiavelismo evitam trapacear em situações de risco, preferindo manter sua reputação a longo prazo do que obter ganhos financeiros imediatos. Os autores afirmam que tais indivíduos podem trapacear em cenários de alto risco, mas somente quando "ego-depletados", o que faz com que seu comportamento se assemelhe ao dos psicopatas.
McHoskey constatou que o maquiavelismo está associado a "trapacear, divulgar segredos sexuais íntimos a terceiros, fingir amor e induzir a intoxicação para assegurar relações sexuais".
Ele também sugeriu que o maquiavelismo está correlacionado com uma forte ênfase no ganho financeiro, além de estar associado a comportamentos antissociais, como roubo, vandalismo e trapaça, em oposição a ações pró-sociais, como ajudar os outros.

## No ambiente de trabalho
O maquiavelismo também é estudado por psicólogos organizacionais, especialmente aqueles que analisam comportamentos manipulativos no ambiente de trabalho.
Os comportamentos no ambiente de trabalho associados a esse conceito incluem bajulação, engano, coerção e o abusod de outros através da posição de liderança.
Esses comportamentos no ambiente de trabalho são, em última análise, realizados para promover interesses pessoais.
Indivíduos com altos traços sombrios, em geral, apresentam relações variadas com o sucesso no ambiente de trabalho, com alguns sendo bem-sucedidos e outros ficando para trás.
Pessoas com altos níveis de maquiavelismo tendem a se orientar para determinadas carreiras, especialmente aquelas que exigem um alto grau de competitividade para obter sucesso. Indivíduos com altos níveis de maquiavelismo são ambiciosos o suficiente para tomar atalhos e usar meios agressivos, se necessário, para progredir em suas carreiras. Foi demonstrado que indivíduos com altos níveis de maquiavelismo se sentem mais atraídos por cursos acadêmicos como economia, direito e política, em oposição aos cursos "orientados para pessoas", como educação, enfermagem e serviço social, que estão associados a pontuações mais baixas de maquiavelismo.
Altos níveis de maquiavelismo afetam negativamente o sucesso na carreira e o bem-estar dos subordinados. Indivíduos com altos níveis de maquiavelismo acham mais fácil obter posições de liderança e salários melhores. O maquiavelismo foi identificado como um moderador significativo na relação entre as percepções de culturas de adhocracy e de hierarquia e a vitimização por bullying. O impacto positivo da liderança ética pode ser possivelmente diminuído quando os líderes apresentam altas pontuações em maquiavelismo.

## Avaliação da escala

### Dimensões da escala MACH
Embora tenham sido propostas múltiplas estruturas fatoriais, duas dimensões emergem de forma mais consistente em pesquisas fatoriais, separando as visões dos comportamentos no maquiavelismo.
Embora muitos afirmem que a escala Mach IV não consegue capturar de forma confiável as duas dimensões, um subconjunto de 10 itens da escala, conhecido como "Mach IV bidimensional" (TDM-V), reproduz as dimensões de visões e táticas em diferentes países, gêneros, tipos de amostra e comprimentos de escala.
A dimensão "Visões" parece capturar os aspectos neuróticos, narcisistas, pessimistas e desconfiados do maquiavelismo, enquanto o componente "Táticas" abrange os aspectos comportamentais mais desleixados, egoístas e enganosos. Mais recentemente, em resposta às críticas à Mach-IV, pesquisadores desenvolveram o Inventário de Maquiavelismo dos Cinco Fatores (FFMI), que tenta incluir conceitos (como ser calculista e planejador) que não são adequadamente capturados pela Mach-IV.

### Validade construtiva e críticas
Há um debate sobre a validade das escalas de maquiavelismo em medir o construto. Costuma-se afirmar, por críticos das escalas de maquiavelismo, que elas não medem efetivamente o traço teórico, mas algo idêntico à psicopatia e ao narcisismo. Por exemplo, costuma-se dizer que o maquiavelismo se caracteriza por menor impulsividade e melhor pensamento de longo prazo em comparação com a psicopatia, mas algumas pesquisas empíricas demonstram que mesmo indivíduos com altos níveis de maquiavelismo podem agir de forma impulsiva em determinadas situações.
Lynam e outros afirmaram "sugerimos que as medidas existentes de maquiavelismo funcionam como medidas proxy da psicopatia." O psicólogo John Rauthmann considerou a MACH-IV mais como uma medida de cinismo, e que ela realmente não captura outras qualidades do maquiavelismo.
A maior parte das pesquisas sobre maquiavelismo foi realizada utilizando a Mach IV ou a Mach V, embora a Mach V não esteja mais em uso devido a questões psicométricas. Muitos expressaram preocupações quanto à confiabilidade da escala Mach IV em capturar todas as características do maquiavelismo, o que levou à proposição de outras escalas de maquiavelismo.
John Rauthmann e outros afirmaram que, embora a MACH-IV seja "uma escala geralmente confiável e válida", ela possui suas limitações. Estas incluem os estilos de resposta dos participantes, as estruturas fatoriais variadas e a "insuficiente validade de conteúdo e de construto". Os pesquisadores desenvolveram, então, sua própria escala para estudar o maquiavelismo de forma multidimensional, em vez de unidimensional, para evitar que o construto se torne difícil de ser estudado de maneira eficaz. O psicólogo Jason Dahling e outros criaram outra medida de maquiavelismo, denominada "Escala de Personalidade Maquiavélica" (ou MPS, na sigla em inglês).
Daniel Jones afirmou que a MACH IV, apesar de seus méritos, é um "instrumento desatualizado" e "não está ajudando o campo com precisão". Ele conclui que ela "deveria ser substituída por avaliações que reflitam o construto de maneira mais precisa". Estudiosos observam que há uma tendência a conflitar a escala com as ideias de Maquiavel, mesmo que ela não tenha qualquer relação com o personagem histórico ou suas obras políticas. Em relação à MACH-IV, estudiosos recentes afirmaram que quase todos os itens da escala atribuídos a Maquiavel não provêm dele, com exceção de um item (item 20) que corresponde, em certa medida, aos seus escritos reais. Além disso, dois itens da MACH-IV fazem referência a P.T. Barnum (nascido em 1810) e à eutanásia voluntária, ambos sem relação com as ideias de Maquiavel.

### Aplicação da escala em outras pesquisas
Em 2002, a escala de maquiavelismo de Christie e Geis foi aplicada por teóricos dos jogos comportamentais Anna Gunnthorsdottir, Kevin McCabe e Vernon L. Smith em sua busca por explicações para comportamentos específicos em jogos experimentais, especialmente escolhas individuais que não correspondem às suposições de interesse próprio material capturadas pela previsão padrão do equilíbrio de Nash. Observou-se que, em um jogo de confiança, indivíduos com pontuações elevadas na Mach-IV tendiam a seguir estratégias de equilíbrio do "Homo economicus", enquanto aqueles com pontuações baixas tendiam a desviar do equilíbrio, fazendo escolhas que refletiam padrões morais amplamente aceitos e preferências sociais.
Em um estudo, o maquiavelismo foi positivamente associado à tomada de decisões economicamente oportunistas para maximizar o lucro geral. Os níveis do traço também influenciavam o grau de confiança que um indivíduo depositava nas motivações de outra pessoa. Os autores explicam que o uso de estratégias cooperativas ou de defeção está sujeito a importantes diferenças individuais.
Um estudo realizado por David Wilson e outros pesquisadores observou que, embora indivíduos com altos níveis de maquiavelismo tendam a se desviar dos seus grupos, eles também têm pouca probabilidade de obter sucesso a longo prazo apenas manipulando os outros, sendo necessária alguma cooperação para alcançar mais sucesso e evitar situações de retaliação.
Wilson também observou que, como indivíduos com altos níveis de maquiavelismo frequentemente se mostram encantadores e atraentes em encontros sociais breves, não está claro se estão sendo enganosos ou simplesmente muito habilidosos socialmente. Os pesquisadores pediram para pessoas com pontuações altas e baixas em maquiavelismo escreverem relatos em primeira pessoa. Outros participantes avaliaram esses relatos. Os resultados demonstraram que pessoas com baixos níveis de maquiavelismo tendiam a ser mais cooperativas, enquanto aquelas com altos níveis eram mais exploradoras. Com base nesses relatos, indivíduos com altos níveis de maquiavelismo foram geralmente rejeitados como parceiros sociais, exceto quando suas habilidades manipulativas podiam ser usadas contra membros de outros grupos.